# دومینیک هکمس

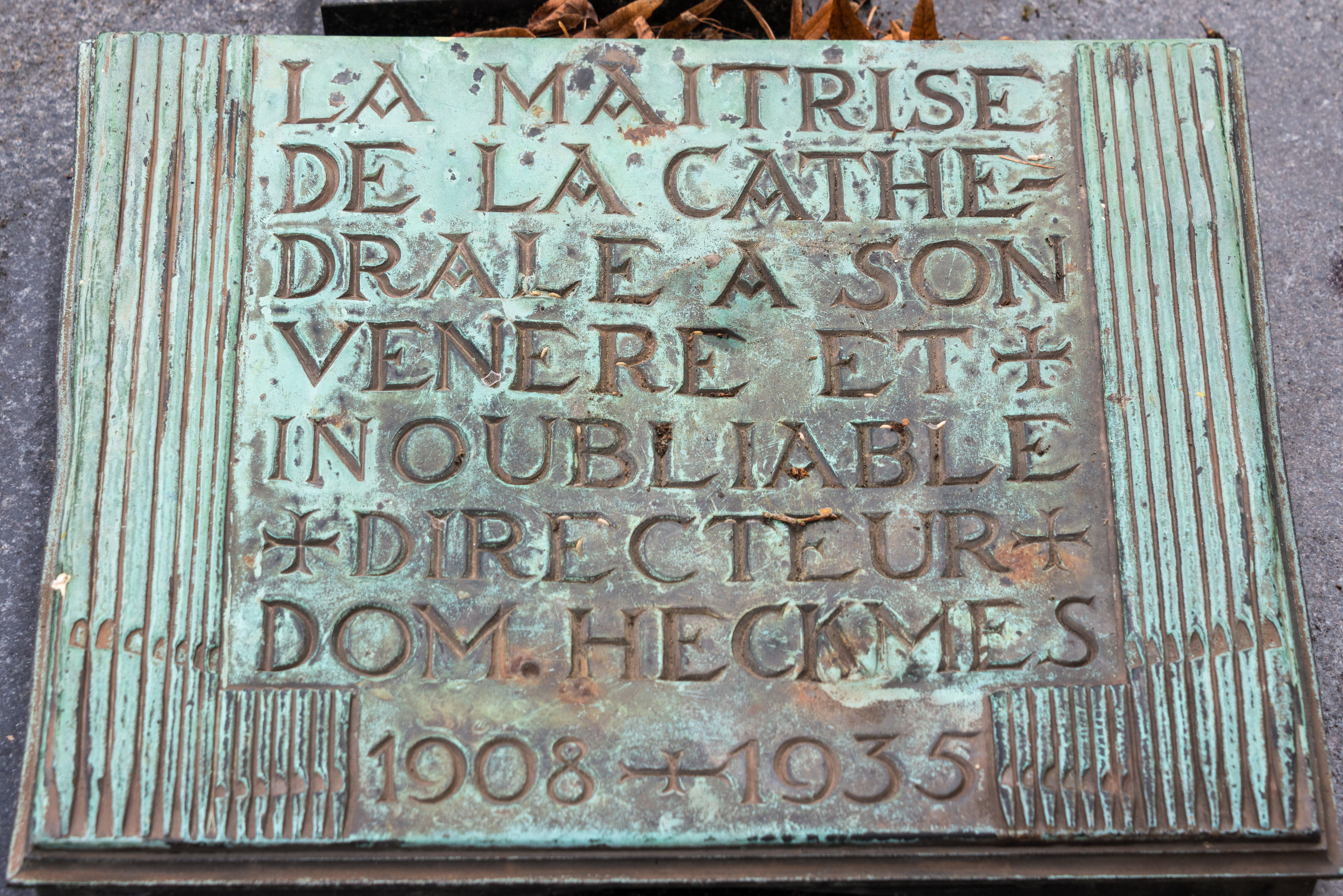
دومینیک هکمز در کلیسای نوتردام، لیمپرتسبرگ به خاک سپرده شد.

دومینیک هکمس (۱ سپتامبر ۱۸۷۸–۴ فوریه ۱۹۳۸) یک آهنگساز و منتقد موسیقی اهللوکزامبورگ بود.